# Gladiolus subcaeruleus
Gladiolus subcaeruleus är en irisväxtart som beskrevs av Gwendoline Joyce Lewis. Gladiolus subcaeruleus ingår i släktet sabelliljor, och familjen irisväxter. Inga underarter finns listade i Catalogue of Life.